# Vlag van Csongrád-Csanád

Vlag van Csongrád-Csanád
(ratio 1:2)

De vlag van Csongrád-Csanád werd op 15 juni 1991 aangenomen als de vlag van de Hongaarse comitaat Csongrád-Csanád. De vlag bestaat uit een groen veld met het wapen in het midden en daaronder de witte tekst csongrád megye.
Het gevierendeelde wapen is samengesteld uit de oude wapens van het comitaat Csanád (linksboven), het geslacht Bár–Kalán (rechtsboven), het geslacht Csanád (linksonder), het comitaat Torontál (rechtsonder) en het comitaat Csongrád (hartschild). Het wapen en de vlag is ontworpen door Fritz Mihály. De bisschop in het wapen van het oude comitaat Csanád is Gerard Sagredo. Als bisschop van Csanád speelde hij een grote rol in de kerstening van Hongarije. Als martelaar werd hij met een speer gedood nabij een rots bij de Donau in Óbuda, die nu de naam Gellértberg draagt. Zowel de rots als de rivier en de speer staat er ook op het in 1701 verleende wapen.
De Bár–Kalán clan was een van de zeven stammen die in de 9e eeuw naar de Hongaarse vlakte trokken. Zij vestigende zich vooral aan de rechteroever van de rivier de Tisza, later ook langs de Körös en bouwden het kasteel Csongrád. De Bár–Kalán clan, die het gebied tot in de 14e eeuw zou beheren, had een wapen bestaande uit een halve leeuw van goud op rood.
De grootste stam werd gevormd door de Hongaren, waaruit het geslacht der Árpáden voortkwam, de eerste koningsdynastie van Hongarije. De clan van Csanád, die gerelateerd was aan de Árpáden, betrok het gebied rond de rivier de Maros. Het derde kwartier van het wapen vertoont de zwarte vogel op goud toegeschreven aan de zeven stammen. In de Chronicon Pictum, een Hongaarse kroniek van voor 1360, komt dit wapen voor in een afbeelding van de zeven hoofdmannen van de Hongaarse stammen. De vogel is de mythische totemvogel Turul. Deze vogel speelt een grote rol bij de mythologie over de oorsprong van de Hongaren.
Het vierde kwartier is het wapen van het oude comitaat Torontál waarvan alleen het noordelijkste deel bij Hongarije kwam de rest ligt in Servië. Het wapen stamt uit 1779. Dit wapen levert ook de schildhouders voor het nieuwe comitaatswapen; de adelaar en de leeuw waren ook de schildhouders van het wapen van Torontál.
Het hartschild is gelijk aan het wapen van het oude comitaat Csongrád. De drie zilveren golvende balken in het onderste deel staan voor de rivieren de Tisza, de Maros en de Körös. Dit wapen stamt uit 1731.